# Escut de la Febró
L'escut oficial de la Febró té el següent blasonament:
Escut caironat: d'argent, un pi fruitat de sinople. Per timbre, una corona mural de poble.

## Història

L'escut tradicional

Va ser aprovat el 14 de maig del 2008 i publicat al DOGC el 28 de maig del mateix any.
El pi és el senyal tradicional del municipi, usat en els segells de l'Ajuntament des del 1845. És un arbre característic d'aquesta zona de les muntanyes de Prades.